# Himitsu Sentai Goranger
Himitsu Sentai Goranger (秘密戦隊ゴレンジャー (Bí mật Chiến đội Ngũ liên giả) Himitsu Sentai Gorenjā), dịch là Chiến đội Bí mật Goranger, là một seri truyền hình siêu anh hùng Tokusatsu Nhật Bản. Goranger là bộ đầu tiên mở đầu cho series tokusatsu tên là Super Sentai. Himitsu Sentai Goranger được viết bởi Ishinomori Shotaro, và phát sóng trên Net (bây giờ là TV Asahi) từ 5 tháng 4 năm 1975 tới 26 tháng 3 năm 1977, với tổng cộng 84 tập.

## Cốt truyện
Khi hòa bình thế giới bị đe dọa bởi sự xuất hiện của một nhóm khủng bố có tên Hắc Thập Tự Quân, Liên minh Bảo vệ Trái Đất EAGLE (the Earth Guard League) được thành lập để đối đầu với hiểm họa đó. Hắc Thập Tự Quân đã giao cho năm gián điệp hủy diệt từng chi nhánh của EAGLE ở Nhật Bản, sát hại tất cả nhưng may thay có năm người vẫn sống sót. Năm đặc vụ còn sót lại này đã được Chỉ huy của EAGLE chi nhánh Nhật Bản Edogawa Gonpachi triệu tập đến một căn cứ bí mật nằm ở dưới quán ăn nhanh có tên "Gon". Tại đây, họ được trang bị những bộ đồ chiến đấu giúp gia tăng sức mạnh và tốc độ để trở thành Chiến đội Bí mật Goranger. Năm người họ đã cống hiến hết mình để có thể đánh bại Hắc Thập Tự Quân và thủ lĩnh của bọn chúng, Hắc Thập Tự Vương.

## Nhân vật

### Các chiến binh Goranger
"5 người tập hợp, Goranger!" (５人揃って, ゴレンジャー！ Gonin sorotte, Gorenjā!)
- Kaijō Tsuyoshi (海城 剛 (Hải Thành Cương)?)/AkaRanger (アカレンジャー Akarenjā?) là em trai của Chỉ huy EAGLE chi nhánh Kantō. Hắc Thập Tự Quân đã phát động cuộc tấn công và giết chết anh trai của Tsuyoshi khi anh đang chơi bóng đá cùng đồng đội. Tsuyoshi được đào tạo về cách lên kế hoạch và chiến lược chiến đấu. Anh là đội trưởng của Goranger và là người sắp xếp những đòn tấn công phối hợp như "Goranger Storm" hoặc "Goranger Hurricane". Tsuyoshi xuất hiện trong tập cuối của Kaizoku Sentai Gokaiger, nhận lại sức mạnh của mình dưới dạng Akaranger Key khi các Gokaiger rời Trái Đất.
  - Tuổi: 24
  - Vũ khí: Red Vute (レッドビュート Reddo Byūto?), New Red Vute (ニューレッドビュート Nyū Reddo Byūto?), Red Hunter (レッドハンター Reddo Hantā?), Silver Shot (シルバーショット Shirubā Shotto?)
- Shinmei Akira (新命 明 (Tân Mệnh Minh)?)/AoRanger (アオレンジャー Aorenjā?) là thành viên lớn tuổi nhất và đồng thời là phó đội trưởng của Goranger. Hắc Thập Tự Quân đã tấn công khu vực Toukohu đúng vào lúc Akira đang tập luyện trên nền tuyết. Anh là huấn luyện viên có tài thiện xạ, có kỹ năng bắn cung và là một phi công tài ba. Ước mơ của anh là trở thành một tay đua. Anh cũng là người lái Variblune và Varidorin.
  - Tuổi: 25
  - Vũ khí: Blue Cherry Bow (ブルーチェリー Burū Cherī?) (tập 1-42), Ultra Blue Cherry Bow (ウルトラブルーチェリー Urutora Burū Cherī?) (tập 43-84)
- Ōiwa Daita (大岩 大太 (Đại Nham Đại Thái)?)/KiRanger đời đầu (初代キレンジャー Shodai Kirenjā?) (1-54, 68-84) được Akira, Peggy và Yoko gọi là Dai-chan. Anh là một kỹ sư vui tính thuộc EAGLE chi nhánh Kyūshū, tại đây Hắc Thập Tự Quân đã tấn công khi anh đang huấn luyện võ cho đồng đội. Daita rất giỏi toán học và vật lý cơ học, nhưng lại luôn gặp khó khăn khi giải các câu đố. Daita rất khỏe và cũng là quán quân Judo. Sau này, Daita được thăng chức làm Chỉ huy của EAGLE chi nhánh Kyūshū, nhưng sau khi người thay thế anh ta bị Hắc Thập Tự Quân sát hại, anh đã nhanh chóng quay trở lại hoạt động cùng với Gorenger.
  - Tuổi: 23
  - Vũ khí: YTC (YTC Wai Tī Shī?), Ki Sticker (キーステッカー Kī Sutekkā?)
- Kumano Daigorō (熊野 大五郎 (Hưng Lượng Đại Ngũ Lang)?)/KiRanger đời thứ 2 (２代目キレンジャー Nidaime Kirenjā?) (55-67) Sau khi Daita trở thành chỉ huy của EAGLE chi nhánh Kyūshū một thời gian, Daigoro đã thay thế anh ta, Daigoro đã bị giết bởi một lưỡi dao bay từ Can Opener Mask.
- Peggy Matsuyama (ペギー 松山 (Bội Cơ Tùng Sơn)?)/MomoRanger (モモレンジャー Momorenjā?) Peggy làm việc tại EAGLE chi nhánh Hokkaidō với tư cách là nhà phân tích hóa học và kỹ sư vũ khí chuyên về chất nổ. Peggy là người rất ưa chuộng thời trang, cô thường đi bốt cao cổ và mặc quần ngắn ôm sát hông.
  - Tuổi: 18
  - Vũ khí: Pierce Bakudan (ピアス爆弾 Piasu Bakudan?), Momo Mirror (モモミラー Momo Mirā?), Momo Card (モモカード Momo Kādo?)
- Asuka Kenji (明日香 健二 (Minh Nhật Hương Kiện Nhị)?)/Mido Ranger (ミドレンジャー Midorenjā?) là thành viên trẻ nhất trong đội. Trong khi Kenji đang chăm sóc chim bồ câu trên sân thượng của tổ chức EAGLE tại chi nhánh Kansai thì bị Hắc Thập Tự Quân tấn công, anh là người may mắn sống sót khỏi khí độc được sử dụng trong cuộc tấn công. Anh là một người có tính khí vui vẻ và rất hay gặp may mắn.
  - Tuổi: 17
  - Vũ khí: Midomerang (ミドメラン Midomeran?), New Midomerang (ニューミドメラン Nyū Midomeran?), Mido Puncher (ミドパンチャー Mido Panchā?)

### Các thành viên khác thuộc tổ chức EAGLE
- Edogawa Gonpachi (江戸川 権八?): Chỉ huy của EAGLE chi nhánh Nhật Bản, thường ngày ông cải trang thành đầu bếp của quán ăn nhanh Gon (ゴン), nơi có lối vào căn cứ bí mật của Goranger. Sau này quán trở thành cửa hàng trái cây Gon.
- Chỉ huy Edogawa được hỗ trợ bởi bộ ba thư ký/mật vụ: Katō Yōko (加藤 陽子?) (hay còn gọi là Điệp viên 007), Hayashi Tomoko (林 友子?) (hay còn gọi là Điệp viên 008), và Nakamura Haruko (中村 春子?) (hay còn gọi là Điệp viên Agent 009). Họ lo công tác hậu trường và thỉnh thoảng giúp đỡ Goranger trên chiến trường.

### Hắc Thập Tự Quân
Hắc Thập Tự Quân (黒十字軍, Kuro Jūjigun) là một nhóm khủng bố do Hắc Thập Tự Vương đứng đầu với mục tiêu là xóa sổ loài người và thống trị thế giới. Tổ chức này sử dụng công nghệ kết hợp với phép thuật tiên tiến để tạo ra một đội quân siêu phàm tấn công tổ chứ EAGLE và Goranger. Hầu hết các thành viên của Hắc Thập Tự Quân là con người đã được tăng cường sức mạnh thông qua phẫu thuật. Họ có nhiều căn cứ bí mật khác nhau trên toàn cầu. Trụ sở chính là Lâu đài Hắc Thập Tự (Kuro Jūjijō) bay quanh mặt đất.
- Hắc Thập Tự tổng thống (黒十字総統, Kuro Jūji Sōtō): Là thủ lĩnh của Hắc Thập Tự Quân, còn được gọi là được gọi là "Quái vật máy", hắn không dễ dàng bị giết bởi vũ khí thông thường.
- Mặt Nạ Nhật Luân (日輪仮面, Nichirin Kamen, 15–20): còn có tên khác là "Africa no Hoshi" (Afurika no Hoshi). Hắn là một bạo chúa tàn nhẫn nổi tiếng với những chiến thắng liên tiếp ở châu Phi. Hắn được triệu tập đến Nhật Bản để trừ khử Goranger bằng mọi giá, mặc dù sự hèn nhát của hắn ta làm cản trở nhiều hoạt động.
- Thiết nhân Mặt nạ Temujin Tướng Quân (鉄人仮面テムジン将軍, Tetsujin Kamen Temujin Shōgun, 20–42): còn có tên gọi là "Quỷ Mông Cổ" (Mongol no Oni), hắc phụ trách hoạt động tại sa mạc Gobi của Hắc Thập Tự Quân. Hắn là một kẻ lạnh lùng và tàn bạo, đồng thời là một nhà chiến thuật xuất sắc và cũng đã thành lập quân đội của riêng mình gọi là Lữ đoàn Thép (Kōtetsu Gundan).
- Hoả sơn Mặt nạ Magman Tướng Quân (火の山仮面マグマン将軍, Hinoyama Kamen Maguman Shōgun, 42–54): Hắn đến từ vùng núi lửa Eldgja ở Iceland, là thủ lĩnh của Tiểu đoàn phun trào dung nham tàn nhẫn. Hắn phụ trách chỉ huy pháo đài chiến đấu của riêng mình có tên là Pháo đài di động Navarone. Hắn có khả năng bắn tên lửa napalm từ đỉnh Mặt nạ "núi lửa" của mình, hắn là một chiến binh tài giỏi, vũ khí của Goranger không thể đả thương được hắn.
- Đại Tướng Quân Mặt nạ Golden (ゴールデン仮面大将軍, Gōruden Kamen Daishōgun, 54–84): Vị tướng hàng đầu của Quân đội Chữ thập đen. Một thực thể siêu nhiên được đánh thức một cách thần bí nhờ ma thuật đen và sức mạnh của Hắc Thập Tự Vương. Golden Kamen nắm quyền chỉ huy Đội quân châu Phi tinh nhuệ của Hắc Thập Tự Quân (Afurika Gundan), hắn thông thạo ma thuật và chiêm tinh học, hắn có thể đẩy lùi hầu hết các cuộc tấn công của Goranger.
- Cương Thiết Kiếm Long (鋼鉄剣竜, Kōtetsu Kenryū, Movie): Một đặc nhiệm đã phản bội Hắc Thập Tự Quân, người đã bị Hắc Thập Tự Vương bắt giam vì sự liều lĩnh và nổi loạn của mình. Sau đó, Hắc Thập Tự Vương đã trả tự do để đổi lấy sự giúp đỡ của anh ta trong việc tiêu diệt Gorenger. chiến đấu cơ mạnh mẽ và không bị tổn hại. Sử dụng một con dao dũng mãnh có thể tiêu diệt hầu hết mọi vật thể.
- Mặt nạ Quái nhân (仮面怪人, Kamen Kaijin) là đặc vụ chiến trường của Hắc Thập Tự Quân gây ra nhiều loại hỗn loạn và rối loạn bất cứ nơi nào chúng đến. Chúng chủ yếu là những cỗ máy hình người với những chiếc mặt nạ kỳ lạ đại diện cho khả năng và kỹ năng của chúng trong mọi lĩnh vực, với khả năng những hình người này có thể có khả năng thay đổi thành các đối tượng khác để giúp xâm nhập hoặc điều tra hoặc hỗ trợ các mục tiêu gây ra hỗn loạn của chúng.
- Zolder (ゾルダー, Zorudā): Những người lính chân không mặt, mặc quần áo da của Hắc Thập Tự Quân, được thay đổi sức mạnh và tốc độ được nâng cao và bị tẩy não để trung thành tuyệt đối, được trang bị nhiều loại vũ khí bao gồm súng máy, bazooka và kiếm sắt. Các sư đoàn chuyên trách bao gồm Ninja Ngụy trang Hắc Thập Tự (Kuro Jūji Nindan) và một đội thần bí phục vụ Hắc Thập Tự Vương. Các phi công lái máy bay chiến đấu của Zolders được gọi là Condolers (Kondorā) (nhỏ) và Battlers (Battorā) (lớn)). Họ có thể nghe thấy tiếng hét "Hoi" khi tấn công nạn nhân của họ.

### Các Quái Vật Mặt Nạ
1. Mặt Nạ Vàng (cao 173 cm (5'8"), nặng 70 kg (154 lbs))
2. Mặt Nạ Samurai (cao 184 cm (6'0"), nặng 94 kg (205 lb))
3. Mặt Nạ Vàng (cao 179 cm (5'10"), nặng 73 kg (161 lb))
4. Mặt Nạ Ngọc Bích (cao 174 cm, nặng 68 kg))
5. Mặt Nạ Khí Độc (cao 172 cm, nặng 62 kg)
6. Mặt Nạ Vòng Sắt (cao 185 cm, nặng 73 kg)
7. Mặt Nạ Vầng Trăng (cao 175 cm, nặng 78 kg)
8. Mặt Nạ Nanh Độc (cao 176 cm, nặng 98 kg)
9. Mặt Nạ Phù Thủy (cao 168 cm, nặng 62 kg)
10. Mặt Nạ Cánh (cao 189 cm, nặng 88 kg)
11. Mặt Nạ Tai Bò Rừng (cao 195 cm, nặng 107 kg)
12. Mặt Nạ Nhiệt Bạc (cao 181 cm, nặng 133 kg)
13. Mặt Nạ Sừng (cao 200 cm, nặng 140 kg)
14. Mặt Nạ Đầu Lâu (cao 193 cm, nặng 51 kg)
15. Mặt Nạ Cầu Vồng (cao 185 cm, nặng 120 kg)
16. Mặt Nạ Gương (cao 196 cm, nặng 150 kg)
17. Mặt Nạ Tóc Đen (cao 177 cm, nặng 82 kg)
18. Mặt Nạ Cyclops (cao 180 cm, nặng 135 kg)
19. Mặt Nạ Kiếm (cao 189 cm, nặng 165 kg)
20. Mặt Nạ Thái Dương (cao 195 cm, nặng 160 kg)
21. Mặt Nạ Đẩy Tạ (cao 201 cm, nặng 190 kg)
22. Mặt Nạ Bánh Răng (cao 174 cm, nặng 135 kg)
23. Mặt Nạ Dây Điện (cao 192 cm, nặng 161 kg)
24. Mặt Nạ Dao Cạo (cao 179 cm, nặng 189 kg)
25. Mặt Nạ Cá Mút Đá (cao 215 cm, nặng 132 kg)
26. Mặt Nạ Tĩnh Mạch (cao 180 cm, nặng 70 kg (154 lb))
27. Mặt Nạ Móng Vuốt Sắt (cao 179 cm, nặng 97 kg)
28. Mặt Nạ Lược Sắt (cao 206 cm, nặng 100 kg)
29. Mặt Nạ Cửa (cao 182 cm, nặng 103 kg)
30. Mặt Nạ Mìn (cao 189 cm, nặng 90 kg)
31. Mặt Nạ Ống Sắt (cao 180 cm, nặng 100 kg)
32. Mặt Nạ Rìu Lớn (cao 182 cm, nặng 85 kg)
33. Mặt Nạ Công Chúa Sắt (cao 190 cm, nặng 90 kg)
34. Mặt Nạ Đỏ Mặt (cao 180 cm, nặng 110 kg)
35. Mặt Nạ Thép (cao 181 cm, nặng 90 kg)
36. Mặt Nạ Chiến Hạm (cao 194 cm, nặng 130 kg) & Cyborg Q
37. Mặt Nạ Thìa (cao 178 cm, nặng 93 kg)
38. Mặt Nạ Hải Tặc (cao 175 cm, nặng 70 kg (154 lb))
39. Mặt Nạ Mặt Đá (cao 179 cm, nặng 99 kg)
40. Mặt Nạ Lồng Sắt (cao 190 cm, nặng 103 kg)
41. Mặt Nạ Sư Tử Sắt (cao 185 cm, nặng 90 kg)
42. Mặt Nạ Kim Cương (cao 189 cm, nặng 89 kg)
43. Mặt Nạ Điện Năng (cao 180 cm, nặng 110 kg)
44. Mặt Nạ Cá Nhám Kiếm (cao 204 cm, nặng 90 kg)
45. Mặt Nạ Xe Lửa (cao 210 cm, nặng 130 kg)
46. Mặt Nạ Móng Vuốt Chim (cao 187 cm, nặng 76 kg)
47. Mặt Nạ Máy Ảnh (cao 186 cm, nặng 84 kg)
48. Mặt Nạ Xương Sừng (cao 188 cm, nặng 50 kg)
49. Mặt Nạ Bẫy Sắt (cao 188 cm, nặng 90 kg)
50. Mặt Nạ Xạ Thủ (cao 240 cm, nặng 140 kg)
51. Mặt Nạ Điện Thoại (cao 183 cm, nặng 84 kg)
52. Mặt Nạ Bóng Chày (cao 191 cm, nặng 86 kg)
53. Mặt Nạ Tai To (cao 186 cm, nặng 99 kg)
54. Mặt Nạ Vòi Nước (cao 188 cm, nặng 76 kg)
55. Mặt Nạ Mào Gà (cao 196 cm, nặng 84 kg)
56. Mặt Nạ Parabol (cao 188 cm, nặng 89 kg)
57. Mặt Nạ Chim Chết (cao 185 cm, nặng 88 kg)
58. Mặt Nạ Vỏ Sò (cao 192 cm, nặng 84 kg)
59. Mặt Nạ Móng Bò (cao 178 cm, nặng 85 kg)
60. Mặt Nạ Xương Sườn (cao 180 cm, nặng 86 kg)
61. Mặt Nạ Truyền Hình (cao 188 cm, nặng 90 kg)
62. Mặt Nạ Đồng Hồ (cao 183 cm, nặng 88 kg)
63. Mặt Nạ Lá Rụng (cao 178 cm, nặng 65 kg)
64. Mặt Nạ Cối Xay Gió (cao 184 cm (6'0"), nặng 96 kg)
65. Mặt Nạ Mở Hộp (cao 190 cm, nặng 100 kg)
66. Mặt Nạ Kim Tiêm (cao 210 cm, nặng 98 kg)
67. Mặt Nạ Quả Dứa (cao 187 cm, nặng 80 kg)
68. Mặt Nạ Lốp Xe (cao 188 cm, nặng 85 kg)
69. Mặt Nạ Dương Cầm (cao 186 cm, nặng 73 kg)
70. Mặt Nạ Mỏ Neo (cao 196 cm, nặng 96 kg)
71. Mặt Nạ Kendo (cao 186 cm, nặng 104 kg)
72. Mặt Nạ Kính (cao 182 cm, nặng 78 kg)
73. Mặt Nạ Bếp Lò (cao 195 cm, nặng 83 kg)
74. Mặt Nạ Nhện Sắt (cao 195 cm, nặng 90 kg)
75. Mặt Nạ Rắn Sắt (cao 183 cm, nặng 65 kg)
76. Mặt Nạ Ma Mút (cao 187 cm, nặng 99 kg)
77. Mặt Nạ Trượt Băng (cao 185 cm, nặng 89 kg)
78. Mặt Nạ Hổ Sắt (cao 194 cm, nặng 110 kg)
79. Mặt Nạ Ấm Đun Nước (cao 189 cm, nặng 99 kg)
80. Mặt Nạ Yo-Yo (cao 190 cm, nặng 89 kg)
81. Mặt Nạ Hổ (cao 190 cm, nặng 130 kg)

## Tập phim
| Số thứ tự | Tên tập phim (gốc tiếng Nhật)                                                                          | Tên tiếng Việt                                                       | Đạo diễn           | Biên kịch                    | Ngày lên sóng lần đầu | Tỉ lệ người xem (phần trăm) |
| --------- | --- | -------------------------------------------------------------------- | ------------------ | ---------------------------- | --------------------- | --------------------------- |
| 1         | 真っ赤な太陽! 無敵のゴレンジャー Phiên âm: Makka na Taiyō! Muteki no Gorenjā                           | Dưới ánh mặt trời đỏ thẳm, Chiến đội Goranger trỗi dậy               | Takemoto Koichi    | Uehara Shozo                 | 5 tháng 4 năm 1975    | 15,2                        |
| 2         | 青い地球! 死の砂漠化計画 Phiên âm: Aoi Chikyū! Shi no Sabakuka Keikaku                                 | Trái Đất xanh và kế hoạch xóa rừng chết chóc                         | Takemoto Koichi    | Uehara Shozo                 | 12 tháng 4 năm 1975   | 14,4                        |
| 3         | 大逆襲! 黄色いつむじ風 Phiên âm: Dai Gyakushū! Kiiroi Tsumujikaze                                      | Cuộc phản công bằng cơn lốc vàng                                     | Yamada Minoru      | Uehara Shozo                 | 19 tháng 4 năm 1975   | 15,7                        |
| 4         | 紅のキック! 砕けミクロ大作戦 Phiên âm: Kurenai no Kikku! Kudake Mikuro Dai Sakusen                     | Cú đá đỏ thẵm đá bay đại kế hoạch vi khuẩn                           | Yamada Minoru      | Uehara Shozo                 | 26 tháng 4 năm 1975   | 16,0                        |
| 5         | みどり色の怒り 不死身ガス人間 Phiên âm: Midori-iro no Ikari Fujimi Gasu Ningen                         | Xanh Lục nổi giận, Người Khí bất tử                                  | Taguchi Katsuhiko  | Uehara Shozo                 | 3 tháng 5 năm 1975    | 16,2                        |
| 6         | 赤い謎! スパイルートを海に追え Phiên âm: Akai Nazo! Supai Rūto o Umi ni Oe                             | Câu đố đỏ: Truy đuổi tuyến gián điệp ra biển!                        | Taguchi Katsuhiko  | Uehara Shozo                 | 10 tháng 5 năm 1975   |                             |
| 7         | ピンクの月光! オオカミ部隊 Phiên âm: Pinku no Gekkō! Ookami Butai                                      | Đội quân sói dưới ánh trăng hồng                                     | Yamada Minoru      | Uehara Shozo                 | 24 tháng 5 năm 1975   |                             |
| 8         | 黒い恐怖! 殺しの毒牙 Phiên âm: Kuroi Kyōfu! Koroshi no Dokuga                                          | Nỗi sợ đen và Nanh Độc giết người                                    | Yamada Minoru      | Takaku Susumu và Arai Hikaru | 31 tháng 5 năm 1975   |                             |
| 9         | 青い影法師 バリブルーン秘密戦略 Phiên âm: Aoi Kagebōshi Bariburūn Himitsu Senryaku                     | Bóng đêm xanh và chiến lược bí mật Variblune                         | Orita Itaru        | Uehara Shozo                 | 7 tháng 6 năm 1975    |                             |
| 10        | 赤い風船! 風速100メートル Phiên âm: Akai Fūsen! Fūsoku Hyaku Mētoru                                    | Quả bóng bay đỏ và gió giật 100 mét                                  | Orita Itaru        | Uehara Shozo                 | 14 tháng 6 năm 1975   |                             |
| 11        | みどり色の戦慄! 耳地獄からの脱出 Phiên âm: Midori-iro no Senritsu! Mimi Jigoku Kara no Dasshutsu       | Xanh Lá rùng mình: Thoát khỏi địa ngục tai                           | Yamada Minoru      | Uehara Shozo                 | 21 tháng 6 năm 1975   |                             |
| 12        | 銀色の超エネルギー! 焦熱地獄 Phiên âm: Gin'iro no Chō Enerugī! Shōnetsu Jigoku                         | Siêu Năng Lượng Bạc, địa ngục thiêu đốt                              | Yamada Minoru      | Takaku Susumu và Arai Hikaru | 28 tháng 6 năm 1975   | 17,3                        |
| 13        | ピンクの秘密! 人間爆弾を倒せ Phiên âm: Pinku no Himitsu! Ningen Bakudan o Taose                        | Bí mật hồng: Đánh bại quả bom sống                                   | Taguchi Katsuhiko  | Uehara Shozo                 | 5 tháng 7 năm 1975    | 18,6                        |
| 14        | 赤い棺桶! ドクロ屋敷の怪 Phiên âm: Akai Kan'oke! Dokuro Yashiki no Kai                                 | Chiếc quan tài đỏ: Dinh thự đầu lâu bí ẩn                            | Taguchi Katsuhiko  | Soda Hirohisa                | 12 tháng 7 năm 1975   |                             |
| 15        | 青い大要塞! 大暴れバリブルーン Phiên âm: Aoi Dai Yōsai! Dai Abareru Bariburūn                          | Variblune gây náo loạn pháo đài xanh                                 | Takemoto Koichi    | Uehara Shozo                 | 26 tháng 7 năm 1975   | 13,9                        |
| 16        | 白い怪奇! 鏡の中の目 Phiên âm: Shiroi Kaiki! Kagami no Naka no Me                                      | Chiếc Gương khiến màu trắng phát rồ                                  | Takemoto Koichi    | Uehara Shozo                 | 2 tháng 8 năm 1975    | 12,9                        |
| 17        | むらさき色の遊園地! 悪魔の墓場 Phiên âm: Murasaki-iro no Yūenchi! Akuma no Hakaba                      | Công viên giải trí tím: Nghĩa trang ma quỷ                           | Yamada Minoru      | Takaku Susumu và Arai Hikaru | 9 tháng 8 năm 1975    | 14                          |
| 18        | 戦慄の黒十字軍!（秘）作戦で攻撃せよ Phiên âm: Senritsu no Kuro Jūjigun! (Hiso) Sakusen de Kōgeki Seyo) | Hắc Thập Tự Chinh: Tấn công theo âm mưu                              | Yamada Minoru      | Hirayama Kimio               | 16 tháng 8 năm 1975   | 13                          |
| 19        | 青い火花! 海に浮かぶスパイ戦線 Phiên âm: Aoi Hibana! Umi ni Ukabu Supai Sensen                         | Tia lửa xanh và mặt trận gián điệp đại dương                         | Taguchi Katsuhiko  | Fujikawa Keisuke             | 23 tháng 8 năm 1975   |                             |
| 20        | 真っ赤な死闘! 日輪仮面対アカレンジャー Phiên âm: Makka na Shitō! Nichirin Kamen Tai Aka Renjā          | Tử chiến đỏ thẵm: Mặt Nạ Thái Dương đại chiến Akarenger              | Taguchi Katsuhiko  | Uehara Shozo                 | 30 tháng 8 năm 1975   |                             |
| 21        | 青い驚異! 古代から来た怪飛行船 Phiên âm: Aoi Kyōi! Kodai Kara Kita Kai Hikōsen                         | Kỳ tích xanh dương: Phi thuyền bí ẩn từ thời cổ đại                  | Yamada Minoru      | Uehara Shozo                 | 6 tháng 9 năm 1975    | 17,9                        |
| 22        | 黄色い空襲! アトランティスの悪夢 Phiên âm: Kiiroi Kūshū! Atorantisu no Akumu                           | Không kích vàng: Những cơn ác mộng Atlantis                          | Yamada Minoru      | Uehara Shozo                 | 13 tháng 9 năm 1975   | 15,4                        |
| 23        | みどりの空中戦! 怪飛行船の最期 Phiên âm: Midori no Kūshūsen! Kai Hikōsen no Saigo                      | Không chiến xanh lá: Cái kết của chiếc phi thuyền bí ẩn              | Yamada Minoru      | Uehara Shozo                 | 20 tháng 9 năm 1975   | 17,2                        |
| 24        | 青い怒り! 強烈ミドメラン大逆襲 Phiên âm: Aoi Ikari! Kyōretsu Midomeran Dai Gyakushū                    | Cơn thịnh nộ xanh: Cuộc đại phản công của Midomerang                 | Taguchi Katsuhiko  | Uehara Shozo                 | 4 tháng 10 năm 1975   |                             |
| 25        | 真赤な導火線! 八ツ目の魚雷攻撃 Phiên âm: Makka na Dōkasen! Yattsume no Gyorai Kōgeki                   | Cầu chì đỏ thẵm: Đòn tấn công ngư lôi Cá Mút Đá                      | Taguchi Katsuhiko  | Takaku Susumu và Arai Hikaru | 11 tháng 10 năm 1975  | 19                          |
| 26        | 青すじ七変化! 恐怖の毒薬博士 Phiên âm: Aosuji Shichi Henka! Kyōfu no Dokuyaku Hakase                   | Tĩnh Mạch Xanh đa biến đổi: Chuyên gia độc dược đáng sợ              | Taguchi Katsuhiko  | Soda Hirohisa                | 18 tháng 10 năm 1975  | 21                          |
| 27        | 黄色い物体Q! ゴレンジャー基地SOS Phiên âm: Kiiroi Buttai Kyū! Gorenjā Kichi Esu Ō Esu                  | Vật thể màu vàng Q: Tín hiệu S.O.S. từ căn cứ Goranger               | Orita Itaru        | Uehara Shozo                 | 25 tháng 10 năm 1975  | 19,4                        |
| 28        | 赤い大噴火! 地底基地に潜入せよ Phiên âm: Akai Dai Funka! Chitei Kichi ni Sennyū Seyo                   | Sự phun trào đỏ: Xâm nhập căn cứ ngầm                                | Yamada Minoru      | Uehara Shozo                 | 1 tháng 11 năm 1975   | 19,4                        |
| 29        | 赤い追撃! なぞの封印列車 Phiên âm: Akai Tsuigeki! Nazo no Fūin Ressha                                  | Cuộc truy đuổi đỏ: Chuyến tàu bí ẩn bị niêm phong                    | Orita Itaru        | Soda Hirohisa                | 8 tháng 11 năm 1975   | 19,2                        |
| 30        | 金色の火柱! 機雷連続大爆発 Phiên âm: Kin'iro no Hibashira! Kirai Renzoku Dai Bakuhatsu                 | Những cột lửa rực vàng và các vụ nổ mìn liên tiếp                    | Yamada Minoru      | Takaku Susumu và Arai Hikaru | 15 tháng 11 năm 1975  | 19                          |
| 31        | 黒い挑戦状! 怒れ五つの正義の星 Phiên âm: Kuroi Chōsenjō! Ikare Itsutsu no Seigi no Hoshi               | Thử thách đen: Nghênh chiến đi, năm ngôi sao công lý!                | Yamada Minoru      | Hirayama Kimio               | 22 tháng 11 năm 1975  | 18                          |
| 32        | 青い熱風! バリブルーン応答なし Phiên âm: Aoi Neppū! Bariburūn Ōtō-nashi                                | Cơn gió nóng xanh không được Variblune đáp lời                       | Kitamura Hidetoshi | Uehara Shozo                 | 29 tháng 11 năm 1975  | 20,8                        |
| 33        | 赤い標的! にせものゴレンジャー出現 Phiên âm: Akai Hyōteki! Nisemono Gorenjā Shutsugen                  | Mục tiêu đỏ! Goranger giả mạo xuất hiện                              | Kitamura Hidetoshi | Soda Hirohisa                | 6 tháng 12 năm 1975   | 19,6                        |
| 34        | 黄色いスパイ戦! 見たかYTCの威力 Phiên âm: Kiiroi Supai Ikusa! Mita ka Wai Tī Shī no Iryoku             | Trận chiến điệp viên vàng: Bạn đã thấy sức mạnh của YTC chưa?        | Kitamura Hidetoshi | Uehara Shozo                 | 20 tháng 12 năm 1975  | 17,6                        |
| 35        | 黒い大怪鳥! コンドラー戦斗爆撃隊 Phiên âm: Kuroi Dai Kai Tori! Kondorā Sentō Bakugeki Tai              | Chú chim đen khổng lồ kỳ lạ và hạm đội dội bom Condoler              | Taguchi Katsuhiko  | Soda Hirohisa                | 27 tháng 12 năm 1975  | 18,8                        |
| 36        | 真赤な猛進撃! 動く要塞無敵戦艦 Phiên âm: Makka na Mō Shingeki! Ugoku Yōsai Muteki Senkan               | Cuộc tấn công đỏ rực dữ dội: Chiến Hạm Di Động bất khả xâm phạm      | Taguchi Katsuhiko  | Uehara Shozo                 | 10 tháng 1 nằm 1976   | 16.9                        |
| 37        | 真白い閃光! 黒十字総統の正体 Phiên âm: Masshiroi Senkō! Kuro Jūji Sōtō no Shōtai                       | Tia sáng trắng tinh khiết và hình dạng thực sự của Hắc Thập Tự Vương | Taguchi Katsuhiko  | Uehara Shozo                 | 17 tháng 1 năm 1976   | 20                          |
| 38        | 青い断崖! 悪魔の海賊宝さがし Phiên âm: Aoi Dangai! Akuma no Kaizoku Takara Sagashi                     | Vách đá xanh dương và cuộc truy lùng kho báu hải tặc ma quỷ          | Yamada Minoru      | Soda Hirohisa                | 31 tháng 1 năm 1976   | 19,5                        |
| 39        | 真赤な日本海! 怪隕石の超能力 Phiên âm: Makka na Nihonkai! Kai Inseki no Chōnōryoku                     | Biển Nhật Bản đỏ tươi và siêu năng lực của thiên thạch bí ẩn         | Yamada Minoru      | Soda Hirohisa                | 7 tháng 2 năm 1976    | 20,6                        |
| 40        | (紅の復讐鬼! 地獄のモモレンジャー Phiên âm: Kurenai no Fukushū Oni! Jigoku no Momo Renjā               | Mặt Nạ Lồng Sắt: Biến Momoranger thành quỷ báo thù đỏ thẫm!          | Taguchi Katsuhiko  | Uehara Shozo                 | 14 tháng 2 năm 1976   | 19,6                        |
| 41        | 黒い大逆転! 鳥取砂丘の攻防戦 Phiên âm: Kuroi Dai Gyakushū! Tottori Sakkyū no Kōbōsen                   | Cuộc đại phản công đen: Trận chiến Cồn cát Tottori                   | Yamada Minoru      | Soda Hirohisa                | 21 tháng 2 năm 1976   | 22,3                        |
| 42        | 黒の鉄人死す! さらばバリブルーン Phiên âm: Kuroi Tetsujin Shisu! Saraba Bariburūn                      | Hắc Thiết Nhân về chầu trời! Tạm biệt, Variblune                     | Takemoto Koichi    | Uehara Shozo                 | 13 tháng 3 năm 1976   | 17,1                        |
| 43        | 真赤な! 無敵バリドリーン登場 Phiên âm: Makka na Fenikkusu! Muteki Baridorīn Tōjō                       | Phượng hoàng đỏ thẵm: Varidreen lộ diện                              | Takemoto Koichi    | Uehara Shozo                 | 20 tháng 3 năm 1976   | 15,4                        |
| 44        | 青い万能戦車! バリタンク発進 Phiên âm: Aoi Bannō Sensha! Baritanku Hasshin                             | Xe tăng vạn năng xanh! Varitank xuất kích                            | Takemoto Koichi    | Uehara Shozo                 | 27 tháng 3 năm 1976   |                             |
| 45        | 暗黒の剣鮫! 海の殺し屋襲来 Phiên âm: Ankoku no Ken Same! Umi no Koroshiya Shūrai                       | Cuộc tấn công của Cá Nhám Kiếm, sát thủ biển cả                      | Yamada Minoru      | Uehara Shozo                 | 3 tháng 4 năm 1976    | 18.7                        |
| 46        | 黒い超特急! 機関車仮面大暴走 Phiên âm: Kuroi Chōtokkyū! Kikansha Kamen Dai Bōsō                        | Chiến tàu siêu tốc đen: Cuộc tấn công dữ dội của Mặt Nạ Xe Lửa       | Yamada Minoru      | Uehara Shozo                 | 10 tháng 4 năm 1976   | 19                          |
| 47        | 赤い大逆襲! 怒りのゴレンジャー Phiên âm: Akai Dai Gyakushū! Ikari no Gorenjā                           | Đỏ đại phản công, Gorenger tức giận                                  | Yamada Minoru      | Uehara Shozo                 | 17 tháng 4 năm 1976   | 16,5                        |
| 48        | 黒い補給基地! 遊園地危機一髪 Phiên âm: Kuroi Hokkyū Kichi! Yūenchi Kikiippatsu                         | Kho tiếp tế đen! Suýt chút nữa gặp nạn tại công viên giải trí        |                    | Takaku Susumu và Arai Hikaru |                       |                             |
| 49        | みどりの大脱走! 卍のトリックプレイ Phiên âm: Midori no Dai Dassō! Manji no Torikku Purei               | Cuộc đại tẩu thoát xanh dương: Chiêu trò xoáy nước                   |                    |                              |                       | 18,5                        |
| 50        | |                                                                      |                    |                              |                       |                             |
| 51        | |                                                                      | Yamada Minoru      |                              |                       |                             |
| 52        | |                                                                      | Yamada Minoru      | Uehara Shozo                 |                       |                             |
| 53        | |                                                                      | Yamada Minoru      |                              |                       |                             |
| 54        | |                                                                      |                    | Uehara Shozo                 |                       |                             |
| 55        | |                                                                      |                    | Uehara Shozo                 |                       |                             |
| 56        | 青い夏休み! 魔の殺人海岸 Phiên âm: Aoi Natsuyasumi! Ma no Satsujin Kaigan                              |                                                                      | Yamada Minoru      | Takaku Susumu và Arai Hikaru |                       | 15,7                        |
| 57        | |                                                                      | Yamada Minoru      |                              |                       |                             |
| 58        | |                                                                      | Yamada Minoru      | Uehara Shozo                 |                       |                             |
| 59        | |                                                                      | Yamada Minoru      | Uehara Shozo                 |                       |                             |
| 60        | |                                                                      | Yamada Minoru      |                              |                       |                             |
| 61        | |                                                                      | Yamada Minoru      |                              |                       |                             |
| 62        | |                                                                      |                    | Uehara Shozo                 |                       |                             |
| 63        | |                                                                      |                    |                              |                       |                             |
| 64        | |                                                                      | Takemoto Koichi    | Uehara Shozo                 |                       |                             |
| 65        | |                                                                      | Takemoto Koichi    | Uehara Shozo                 |                       |                             |
| 66        | |                                                                      | Takemoto Koichi    | Takaku Susumu                |                       |                             |
| 67        | |                                                                      |                    | Uehara Shozo                 |                       |                             |
| 68        | |                                                                      |                    | Takaku Susumu                |                       |                             |
| 69        | |                                                                      | Yamada Minoru      | Uehara Shozo                 |                       |                             |
| 70        | 青い逆襲!! 宇宙特急をストップせよ Phiên âm: Aoi Gyakushū!! Uchū Tokkyū o Sutoppu Seyo                  | Xanh dương phản công: Dừng cuộc tốc hành không gian lại!!            | Yamada Minoru      | Uehara Shozo                 | 27 tháng 11 năm 1976  | 17.7                        |
| 71        | 真赤な大決戦!! 地球移動計画 Phiên âm: Makka na Dai Kessen!! Chikyū Itō Keikaku                         |                                                                      | Yamada Minoru      | Uehara Shozo                 |                       |                             |
| 72        | |                                                                      | Takemoto Koichi    | Uehara Shozo                 |                       |                             |
| 73        | |                                                                      | Takemoto Koichi    | Uehara Shozo                 |                       |                             |
| 74        | |                                                                      | Takemoto Koichi    | Takaku Susumu                |                       |                             |
| 75        | |                                                                      |                    | Uehara Shozo                 |                       |                             |
| 76        | |                                                                      |                    |                              |                       |                             |
| 77        | |                                                                      |                    | Uehara Shozo                 |                       |                             |
| 78        | |                                                                      | Yamada Minoru      | Takaku Susumu                |                       |                             |
| 79        | |                                                                      | Yamada Minoru      | Uehara Shozo                 |                       |                             |
| 80        | |                                                                      | Yamada Minoru      |                              |                       |                             |
| 81        | |                                                                      |                    | Uehara Shozo                 |                       |                             |
| 82        | |                                                                      |                    |                              |                       |                             |
| 83        | |                                                                      |                    | Uehara Shozo                 |                       |                             |
| 84        | |                                                                      | Yamada Minoru      | Uehara Shozo                 |                       |                             |

1. Mặt trời đỏ thẫm! Goranger bất khả chiến bại (真っ赤な太陽! 無敵のゴレンジャー Makka na Taiyō! Muteki no Gorenjā?)
2. Trái đất xanh! Kế hoạch phá rừng chết chóc (青い地球! 死の砂漠化計画 Aoi Chikyū! Shi no Sabakuka Keikaku?)
3. Cuộc phản công lớn! Cơn lốc màu vàng (大逆襲! 黄色いつむじ風 Dai Gyakushū! Kiiroi Tsumujikaze?)
4. Cú đá đỏ thẫm! Phá vỡ kế hoạch lớn vi mô (紅のキック! 砕けミクロ大作戦 Kurenai no Kikku! Kudake Mikuro Dai Sakusen?)
5. Xanh lục nổi giận, Người Khí Bất Tử (みどり色の怒り 不死身ガス人間 Midori-iro no Ikari Fujimi Gasu Ningen?)
6. Câu đố màu đỏ! Đuổi theo con đường gián điệp ra biển (赤い謎! スパイルートを海に追え Akai Nazo! Supai Rūto o Umi ni Oe?)
7. Ánh trăng hồng! Quân đoàn sói (ピンクの月光! オオカミ部隊 Pinku no Gekkō! Ookami Butai?)
8. Nỗi sợ hãi đen tối! Nanh độc giết người (黒い恐怖! 殺しの毒牙 Kuroi Kyōfu! Koroshi no Dokuga?)
9. Chiếc bóng xanh dương, Chiến lược bí mật Variblune (青い影法師 バリブルーン秘密戦略 Aoi Kagebōshi Bariburūn Himitsu Senryaku?)
10. Trái bong bóng màu đỏ! Tốc độ gió ở 100 mét (赤い風船! 風速100メートル Akai Fūsen! Fūsoku Hyaku Mētoru?)
11. Green Shudder! The Escape From Ear Hell (みどり色の戦慄! 耳地獄からの脱出 Midori-iro no Senritsu! Mimi Jigoku Kara no Dasshutsu?)
12. Super Energy of Silver! Burning Hell (銀色の超エネルギー! 焦熱地獄 Gin'iro no Chō Enerugī! Shōnetsu Jigoku?)
13. The Pink Secret! Defeat the Human Bomb (ピンクの秘密! 人間爆弾を倒せ Pinku no Himitsu! Ningen Bakudan o Taose?)
14. The Red Coffin! The Mysterious Skull Mansion (赤い棺桶! ドクロ屋敷の怪 Akai Kan'oke! Dokuro Yashiki no Kai?)
15. The Big Blue Fortress! Big Raging Variblune (青い大要塞! 大暴れバリブルーン Aoi Dai Yōsai! Dai Abareru Bariburūn?)
16. White Weirdness! The Eye in the Mirror (白い怪奇! 鏡の中の目 Shiroi Kaiki! Kagami no Naka no Me?)
17. The Purple Theme Park! A Demonic Cemetery (むらさき色の遊園地! 悪魔の墓場 Murasaki-iro no Yūenchi! Akuma no Hakaba?)
18. Horrible Black Crusaders! Attack According to the (Secret) Plan (戦慄の黒十字軍!㊙作戦で攻撃せよ Senritsu no Kuro Jūjigun! (Hiso) Sakusen de Kōgeki Seyo?)
19. A Blue Spark! The Spy Front That Floats in the Sea (青い火花! 海に浮かぶスパイ戦線 Aoi Hibana! Umi ni Ukabu Supai Sensen?)
20. Crimson Fight to the Death! Sunring Mask vs. Red Ranger (真っ赤な死闘! 日輪仮面対アカレンジャー Makka na Shitō! Nichirin Kamen Tai Akarenjā?)
21. Blue Miracle! The Mysterious Airship That Came From Antiquity (青い驚異! 古代から来た怪飛行船 Aoi Kyōi! Kodai Kara Kita Kai Hikōsen?)
22. Yellow Air Raid! Nightmares of Atlantis (黄色い空襲! アトランティスの悪夢 Kiiroi Kūshū! Atorantisu no Akuma?)
23. Green Dogfight! The End of the Mysterious Airship (みどりの空中戦! 怪飛行船の最期 Midori no Kūshūsen! Kai Hikōsen no Saigo?)
24. Blue Anger! Strong Greenmerang, Big Counterattack (青い怒り! 強烈ミドメラン大逆襲 Aoi Ikari! Kyōretsu Midomeran Dai Gyakushū?)
25. Crimson Fuse! The Eighth Torpedo Attack (真赤な導火線! 八ツ目の魚雷攻撃 Makka na Dōkasen! Yattsume no Gyorai Kōgeki?)
26. Seven Vein Changes! The Dreadful Poison Expert (青すじ七変化! 恐怖の毒薬博士 Aosuji Shichi Henka! Kyōfu no Dokuyaku Hakase?)
27. Yellow Object Q! Gorenger Base S.O.S. (黄色い物体Q! ゴレンジャー基地SOS Kiiroi Buttai Kyū! Gorenjā Kichi Esu Ō Esu?)
28. Big Red Eruption! Infiltrate the Underground Base (赤い大噴火! 地底基地に潜入せよ Akai Dai Funka! Chitei Kichi ni Sennyū Seyo?)
29. Red Pursuit! The Mysterious Seal Train (赤い追撃! なぞの封印列車 Akai Tsuigeki! Nazo no Fūin Ressha?)
30. Golden Columns of Fire! Consecutive Mines, Big Explosions (金色の火柱! 機雷連続大爆発 Kin'iro no Hibashira! Kirai Renzoku Dai Bakuhatsu?)
31. The Black Challenge! Enrage, Five Stars of Justice (黒い挑戦状! 怒れ五つの正義の星 Kuroi Chōsenjō! Ikare Itsutsu no Seigi no Hoshi?)
32. Hot Blue Wind! No Response from Variblune (青い熱風! バリブルーン応答なし Aoi Neppū! Bariburūn Ōtō-nashi?)
33. The Red Target! A Fake Gorenger Appears (赤い標的! にせものゴレンジャー出現 Akai Hyōteki! Nisemono Gorenjā Shutsugen?)
34. The Yellow Spy Battle! You Saw the Power of YTC (黄色いスパイ戦! 見たかYTCの威力 Kiiroi Supai Ikusa! Mita ka Wai Tī Shī no Iryoku?)
35. Big Strange Black Bird! Gondola: War Bomber Fleet (黒い大怪鳥! コンドラー戦斗爆撃隊 Kuroi Dai Kai Tori! Kondorā Sentō Bakugeki Tai?)
36. The Fierce Crimson Charge! The Mobile Fortress Invincible Battleship (真赤な猛進撃! 動く要塞無敵戦艦 Makka na Mō Shingeki! Ugoku Yōsai Muteki Senkan?)
37. A Pure White Flash! The Black Cross Führer's True Form (真白い閃光! 黒十字総統の正体 Masshiroi Senkō! Kuro Jūji Sōtō no Shōtai?)
38. The Blue Cliff! The Search for Demonic Pirate Treasure (青い断崖! 悪魔の海賊宝さがし Aoi Dangai! Akuma no Kaizoku Takara Sagashi?)
39. Crimson Sea of Japan! The Mysterious Meteorite's ESP (真赤な日本海! 怪隕石の超能力 Makka na Nihonkai! Kai Inseki no Chōnōryoku?)
40. The Crimson Vengeance Demon! The Pink Ranger From Hell (紅の復讐鬼! 地獄のモモレンジャー Kurenai no Fukushū Oni! Jigoku no Momorenjā?)
41. Big Black Counterattack! The Battle of Tottori Dune (黒い大逆転! 鳥取砂丘の攻防戦 Kuroi Dai Gyakushū! Tottori Sakkyū no Kōbōsen?)
42. The Black Ironman Dies! Farewell, Variblune (黒の鉄人死す! さらばバリブルーン Kuroi Tetsujin Shisu! Saraba Bariburūn?)
43. The Crimson Phoenix! Enter, the Invincible Varidorin (真赤な不死鳥! 無敵バリドリーン登場 Makka na Fushichō! Muteki Baridorīn Tōjō?)
44. Blue Multi-Purpose Tank! Varitank Launches (青い万能戦車! バリタンク発進 Aoi Bannō Sensha! Baritanku Hasshin?)
45. Dark Sword Shark! Attack of Marine Hitmen (暗黒の剣鮫! 海の殺し屋襲来 Ankoku no Ken Same! Umi no Koroshiya Shūrai?)
46. Black Super Express! Locomotive Mask's Big Rampage (黒い超特急! 機関車仮面大暴走 Kuroi Chōtokkyū! Kikansha Kamen Dai Bōsō?)
47. Big Red Counterattack! Angry Gorenger (赤い大逆襲! 怒りのゴレンジャー Akai Dai Gyakushū! Ikari no Gorenjā?)
48. The Black Supply Depot! Close Call at the Theme Park (黒い補給基地! 遊園地危機一髪 Kuroi Hokkyū Kichi! Yūenchi Kikiippatsu?)
49. The Big Green Escape! The Swastika's Trick Play (みどりの大脱走! 卍のトリックプレイ Midori no Dai Dassō! Manji no Torikku Purei?)
50. The Blue-Winged Secret! Dangerous Varidorin (青い翼の秘密! 危うしバリドリーン Aoi Tsubasa no Himitsu! Ayaui Shi Baridorīn?)
51. The Making of Blue Counterfeit Money! The Sunset Gunman (青いニセ札づくり! 夕陽のガンマン Aoi Nisesatsu-dzukuri! Sekiyō no Ganman?)
52. The Pink Telephone Demon! The Murderous Dial (ピンクの電話鬼! 殺しのダイヤル Pinku no Denwa Oni! Koroshi no Daiyaru?)
53. The Red Home Run King! The Deadly Number 1 (赤いホームラン王! 必殺の背番号1 Akai Hōmu Ran Ō! Hissatsu no Sebangō Ichi?)
54. Crimson Challenge! Fire Mountain's Last Big Eruption (真赤な挑戦! 火の山最期の大噴火 Makka na Chōsen! Hi no Yama Saigo no Dai Funka?)
55. The Colored Daishogun! Tutankamen's Curse (色の大将軍! ツタンカーメンの呪い Iro no Daishōgun! Tsutankāmen no Noroi?)
56. Blue Summer Vacation! A Demon's Killing Beach (青い夏休み! 魔の殺人海岸 Aoi Natsuyasumi! Ma no Satsujin Kaigan?)
57. The Black Encircling Net! Five-Faced Peggy (黒い包囲網! 五つの顔のペギー Kuroi Hōi Ami! Itsutsu no Kao no Pegī?)
58. Crimson Ambition! His Excellency the Führer's Gold Castle (真赤な野望! 総統閣下の黄金城 Makka na Yabō! Sōtō Kakka no Ōgon Shiro?)
59. The Crimson South! The Mysterious Big Gold Plan (真赤な南国! 謎のゴールド大作戦 Makka na Nankoku! Nazo no Gōrudo Dai Sakusen?)
60. Blue Inland Sea! The Floating Secret Fortress Island (青い瀬戸内海! 浮かぶ秘密要塞島 Aoi Setonaikai! Ukabu Himitsu Yōsai Shima?)
61. The Pink KO Punch! End Ball Game (桃色のKOパンチ! エンドボール勝負 Momoiro no Kei Ō Panchi! Endo Bōru Shōbu?)
62. The White Mystery! The Trap of the Grim Reaper's Mansion (白い怪奇! 死神館の罠 Shiroi Kaiki! Shinigami Kan no Wana?)
63. A Flash of Black Lightning! The Protruding Cannon (黒い電光石火! 飛び出す大砲 Kuroi Denkōsekka! Tobidasu Taihō?)
64. Blue UFO!! The Space Army's Big Invasion (青いUFO!! 宇宙軍団大襲来 Aoi Yūfō!! Uchū Gundan Dai Shūrai?)
65. The Crimson Suicide Squad!! The Crowded Fight at Black Cross Castle (真赤な決死隊!! 殴りこみ黒十字城 Makka na Kesshitai!! Naguri Komi Kuro Jūji Shiro?)
66. Cuộc trao đổi con tin đỏ!! Cuộc tấn công lớn của chiến binh (赤い人質交換!! バットラー大襲撃 Akai Hitojichi Kōkan!! Battorā Dai Shūgeki?)
67. Đòn tấn công đặc biệt màu đỏ thẫm!! Chiến binh vàng hy sinh lúc hoàng hôn (真赤な特攻!! キレンジャー夕陽に死す Makka na Tokkō!! Kirenjā Sekiyō ni Shisu?)
68. Cuộc nổi loạn màu hồng!! Cuộc tấn công lớn của kim khâu (ピンクの反乱!! 針・針・針の大攻撃 Pinku no Hanran!! Hari-hari-hari no Dai Kōgeki?)
69. Xe đa sắc mới!! Varikyuun ra mắt (五色新兵器!! バリキキューン発進 Goshiki Shinpei Utuswa!! Barikkyūn Hasshin?)
70. Cuộc phản công màu xanh!! Dừng tàu tốc hành không gian (青い逆襲!! 宇宙特急をストップせよ Aoi Gyakushū!! Uchū Tokkyū o Sutoppu Seyo?)
71. Trận chiến quyết định màu đỏ thẫm!! Kế hoạch di cư trái đất (真赤な大決戦!! 地球移動計画 Makka na Dai Kessen!! Chikyū Itō Keikaku?)
72. Bí mật màu xanh!! Baridreen còn lại để được tháo dỡ (青い機密!! 解体されたバリドリーン Aoi Kimitsu!! Kaitai Sareta Baridorīn?)
73. Cơn lốc đen!! Đó là một cuộc thi! Một đường thẳng (黒いつむじ風!! 勝負だ! 一直線 Kuroi Tsumujikaze!! Shōbu da! Itchokusen?)
74. Làn sóng xanh dương đóng băng!! Kế hoạch đóng băng trái đất (青い大寒波!! 地球氷づけ作戦 Aoi Daikan Nami!! Chikyū Kōridzuke Sakusen?)
75. Địa ngục đỏ thẫm rực lửa!! Âm mưu của Mặt nạ Stove (真赤な火炎地獄!! ストーブ仮面の陰謀 Makka na Kaen Jigoku!! Sutōbu Kamen no Inbō?)
76. Sự xâm nhập màu đỏ thẫm!! Bạn có thấy Tsuyoshi Kaijou không? (真赤な潜入!! 君は海城剛を見たか? Makka na Sannyū!! Kimi wa Kaijō Tsuyoshi o Mita ka??)
77. Nỗi sợ hãi đen tối!! Xà nữ hút máu (黒い恐怖!! 吸血ヘビ女 Kuroi Kyōfu!! Kyūketsu Hebi Onna?)
78. Sự gây nhiễu đen!! Một tiếng gầm nguyên thủy (黒い妨害電波!! 原始の雄叫び Kuroi Hōgaidenpa!! Genshi no Osakebi?)
79. Cuộc truy đuổi màu đỏ thẫm!! Hình dạng thật của sát thủ vô hình (真赤な追跡!! 姿なき暗殺者の正体 Makka na Tsuiseki!! Sugata-naki Ansatsusha no Shōtai?)
80. Vượt qua màu đỏ thẫm trong lãnh thổ của kẻ thù! Thoát khỏi hy vọng (真赤な敵中横断! 希望への脱出 Makka na Tekichō Ōdan! Kibō e no Dasshutsu?)
81. Nghi ngờ đen tối!! Cái bẫy của điệp viên giết người (黒い疑惑!! 殺人スパイの罠 Kuroi Giwaku!! Satsujin Supai no Wana?)
82. Ảo thuật gia đen!! Bí ẩn của ngôi nhà búp bê?! (黒い魔術師!! 人形館の怪?! Kuroi Majutsushi!! Ningyōkan no Kai?!?)
83. Mối tình đầu màu cam!! Megalopolis gầm thét (オレンジ色の初恋!! 吼える大都会 Orenji-iro no Hatsukoi!! Hoeru Daitokai?)
84. Một chiến thắng lớn màu đỏ Năm ngôi sao tỏa sáng mãi mãi! (真赤な大勝利!! 永久に輝け五つ星 Makka na Daishōri!! Towa ni Kagayake Itsutsu Boshi?)

## Phim điện ảnh
- Goranger: The Movie (秘密戦隊ゴレンジャー Himitsu Sentai Gorenjā?) (bản điện ảnh của tập 6)
- Goranger: The Blue Fortress (秘密戦隊ゴレンジャー　青い大要塞 Himitsu Sentai Gorenjā: Aoi Daiyōsai?) (bản điện ảnh của tập 15)
- Goranger: The Red Death Match (秘密戦隊ゴレンジャー 真赤な猛進撃！ Himitsu Sentai Gorenjā: Makka na Mōshingeki!?) (bản điện ảnh của tập 36)
- Goranger: Fire Mountain's Final Explosion (秘密戦隊ゴレンジャー 火の山最後の大噴火 Himitsu Sentai Gorenjā: Hi no Yama Saigo no Daifunka?) (bản điện ảnh của tập 54)
- Goranger: The Bomb Hurricane (秘密戦隊ゴレンジャー　爆弾ハリケーン！ Himitsu Sentai Gorenjā: Bakudan Harikēn!?)

## Diễn viên

### Chính
- Kaijō Tsuyoshi: Makoto Naoya
- Shinmei Akira: Miyauchi Hiroshi
- Ōiwa Daita: Hatakeyama Baku
- Kumano Daigoro: Daruma Jirō
- Peggy Matsuyama: Komaki Risa
- Asuka Kenji: Itō Yukio
- Edogawa Gonpachi: Takahara Toshio
- Katō Yōko / 007: Kanuma Eri
- Hayashi Tomoko / 008: Shiragawa Megumi
- Nakamura Haruko / 009: Honda Miki
- Kato Taro: Konuma Hiroyuki
- Hắc Thập Tự Vương I: Andō Mitsuo (Tập 1-55)
- Hắc Thập Tự Vương II: Yana Nobuo (Tập 56-84)
- Gon: Kogawa Saiko (lồng tiếng)
- Nhật Luân Giả Diện: Masuoka Hiroshi (lồng tiếng)
- Thiết Nhân Giả Diện: Iizuka Shōzō (lồng tiếng)
- Hoả Sơn Giả Diện: Yoda Eisuke [lồng tiếng (Tập 42-45)]: Iizuka Shōzō [lồng tiếng (Tập 46-54)]
- Đại Giả Diện Tướng Quân: Iizuka Shōzō (lồng tiếng)
- Dẫn chuyện: Tanaka Nobuo (Tập 1-14): Ōhira Tōru (Tập 15-84)

### Diễn viên phục trang
- Akarenger: Niibori Kazuo (tập 1-60), Ōba Kenji (tập 61-84)
- Aorenger: Karawazaki Hirō, Nakamura Bunya, Nakayashiki Tetsuya, Yuasa Hiroyuki (Tập 1-60), Okamoto Yoshinori (tập 61-84)
- Kirenger: Maeda Naotaka, Tanaka Kōsaburō, Amano Masato, Ueda Kōji (Tập 1-60), Takebe Yutaka (Tập 61-84), Daruma Jiro (episode 67)
- Momorenger: Naitō Midori, Ueda Kōji, Kurihara Ryōji, Ozawa Shōji, Kiyōda Maki (Tập 1-60), Yokohama Minoru (tập 61-84)
- Midorenger: Nakamura Bunya, YukawaYasuo, Yashimoto Haruhiko (tập 1-60), Murakami Jun (tập 61-84)

## Bài hát
Đầu
- "Susume! Goranger" (進め！ゴレンジャー Susume! Gorenjā?)
  - Lời: Ishinomori Shotaro
  - Sáng tác và Cải biên: Watanabe Michiaki
  - Thể hiện: Sasaki Isao và Horie Mitsuko

Kết
- "Himitsu Sentai Goranger" (秘密戦隊ゴレンジャー Himitsu Sentai Gorenjā?)
  - Lời: Yatsude Saburo
  - Sáng tác và Cải biên: Watanabe Michiaki
  - Thể hiện: Sasaki Isao
  - Tập: 1-63
- "Miyo!! Goranger" (見よ！！ゴレンジャー Mi yo!! Gorenjā?)
  - Lời: Ishinomori Shotaro
  - Sáng tác và Cải biên: Watanabe Michiaki
  - Thể hiện: Sasaki Isao và Horie Mitsuko
  - Tập: 64-84